# Solomon ben Judah ha-Bavli
Solomon ben Judah ha-Bavli, (hebräisch שלמה בן יהודה הבבלי) (geboren Mitte des 10. Jahrhunderts; gestorben Ende 10. Jahrhundert bis Anfang 11. Jahrhundert) war ein hebräischer Dichter und einer der ersten hebräischen Hymnologen in Europa.  Er scheint in Norditalien gelebt zu haben, obwohl seine Familie orientalischer Herkunft war.

## Leben
Über sein Leben ist nur wenig bekannt, trotz des Beinamens „ha-Babli“  („der Babylonier“), den ihm Raschi und andere verliehen hatten, stammte er nicht aus einem islamischen Land (Islamische Expansion).
Von den literarischen Werken, sind nur wenige überliefert – darunter einige Hymnen für den Schabbat und andere jüdische Feiertage sowie etwa 25 Selichot. Die Selichot sind Gebete der Buße und Reue, mit denen der Gläubige bei JHWH, für die begangenen Sünden, um Vergebung bittet. Dieses Ritual basiert auf den ‚13 göttlichen Attributen der Barmherzigkeit‘, die der Überlieferung nach Moses von Gott übergeben wurden.
Sein bekanntestes Werk ist ein Yozer-Gedicht (Birkat Jozer Or) für Pessach mit dem Titel Or Yesha Me'usharim, das sich stilistisch an ein Werk von Elasar ha-Qallir anlehnt. Dieses Gedicht diente später zahlreichen italienischen und deutschen Hymnendichtern als Vorbild, unter ihnen auch sein Schüler Meshullam ben Kalonymus.
Seine Awodah  für Jom Kippur, Adderet Tilboschet, gilt als eine der rätselhaftesten ihrer Gattung. Die Selichot, die ihm zugeschrieben werden, sind oft unter dem Namen „Shalmoniyyot“ bekannt – ein Begriff, der vermutlich von seinem eigenen Namen abgeleitet ist.
Charakteristisch für seine Dichtung ist ein dichter, kunstvoller Reimstil – mit Ausnahme der Awodah, die keine Reime aufweist. Sein Stil wird oft als schwer zugänglich und düster beschrieben. Seine Werke stellen Kommentatoren vor große Herausforderungen, denen sich bereits frühe Gelehrte wie Raschi widmeten.
Der Einfluss seiner Pijutim (liturgische Gedichte) auf die frühmittelalterliche liturgische Dichtung war beträchtlich. Viele der ersten italienischen und aschkenasischen Paitanim nahmen ihn sich zum Vorbild.
Salomon war Lehrer von Meschullam ben Kalonymus und gehörte, wie Simeon der Große von Mainz und Kalonymus (Meschullams Vater), der Generation an, die Gerschom ben Jehuda vorausging.

## Werke
- Ezra Fleisher: The Poems of Shelomoh ha-Bavli.  1973, in Hebräisch
- Ezra Fleisher: The Yoẓer 1984, in Hebräisch